# Ptiolina dudai
Ptiolina dudai är en tvåvingeart som beskrevs av Lindner 1942. Ptiolina dudai ingår i släktet Ptiolina och familjen snäppflugor. Inga underarter finns listade i Catalogue of Life.